# Falteimer

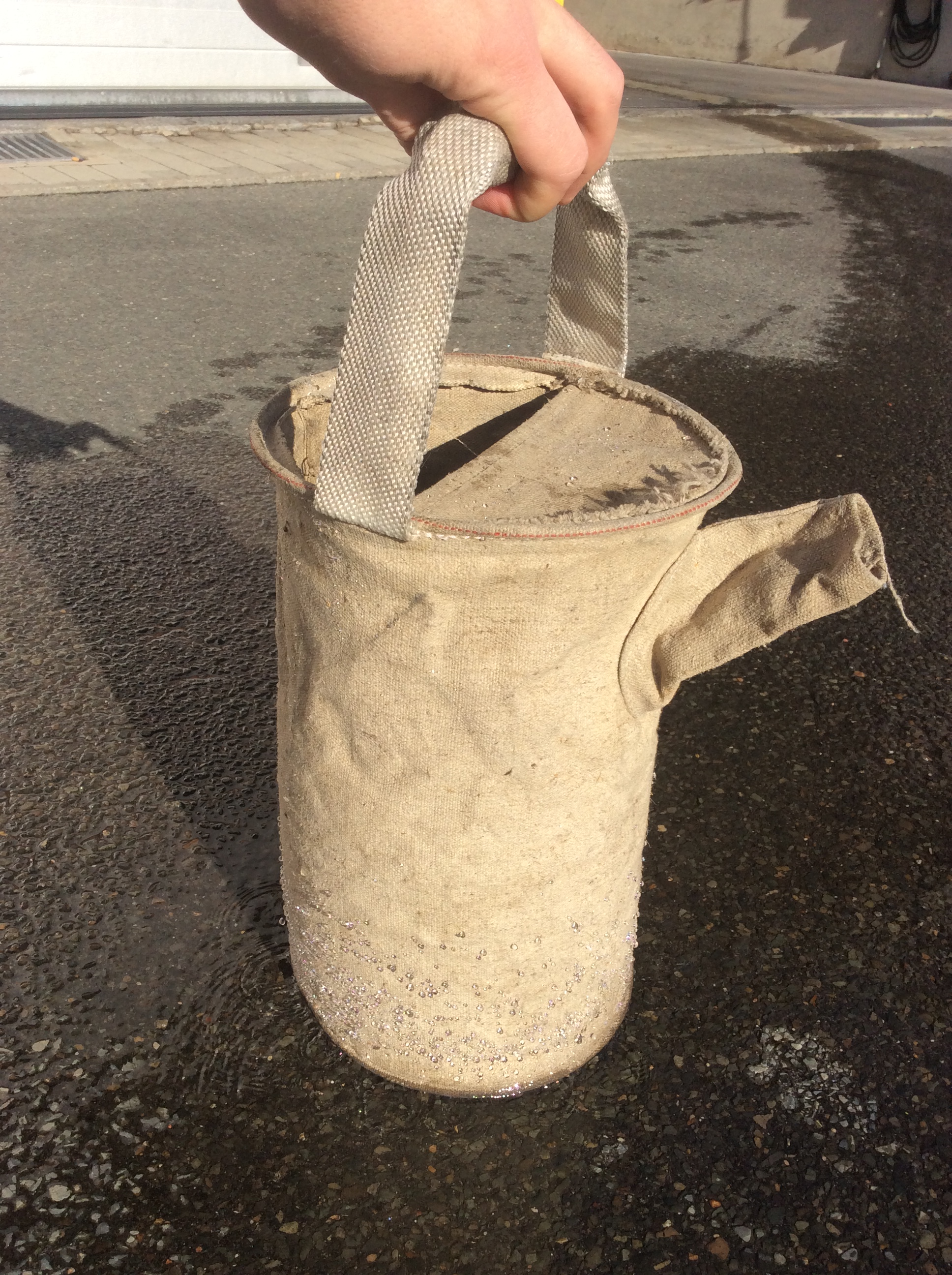
Falteimer für den Einsatz bei der Feuerwehr

Der Falteimer, Falttonne oder Faltkübel ist ein faltbarer Wasserbehälter aus Stoff (zum Beispiel Leinen), Leder, Gummi oder aus imprägniertem Segeltuch (Segeltucheimer). Segeltucheimer sind vor allem aus der Seefahrt bekannt; in der Brandbekämpfung werden die Falteimer als Löscheimer bezeichnet.
Der Eimer besteht aus einem Sack, an den oben zwei Handgriffe oder ein Bügel angenäht ist. Seine Form erhält der Falteimer durch die Befüllung mit Wasser oder durch eine eingearbeitete Schraubenfeder (Pop-Up). In der DDR waren Eimer mit einem einvulkanisierten Drahtring zur Formgebung verbreitet.
Der Vorteil der Falteimer ist der geringe Platzbedarf in gefaltetem Zustand. Auf geringem Raum lassen sich so viele dieser Geräte platzsparend aufbewahren.
Heute werden Falteimer auch als platzsparendes Utensil für Outdoor-Aktivitäten, zum Beispiel als Anglerzubehör, angeboten.